# Académie de Limoges
L’académie de Limoges est une circonscription administrative du ministère français de l'Éducation nationale créée en 1965. Elle couvre trois départements de la région Nouvelle-Aquitaine (Corrèze, Creuse et Haute-Vienne), et comporte trois directions des services départementaux de l'Éducation nationale (DSDEN).

## Géographie
L'académie de Limoges regroupe les ensembles scolaires des départements de la Corrèze, de la Creuse et de la Haute-Vienne ; le rectorat est situé à Limoges.
Elle appartient à la zone A définissant les vacances scolaires en France.

## Histoire
L'académie de Limoges a existé pendant la première partie du XIXe siècle, mais fut supprimée en octobre 1848.
L'académie est créée par décret le 20 avril 1965 et installée le 1er octobre 1965. Avant cette date, le département de la Haute-Vienne était rattaché à l’académie de Poitiers, ceux de la Creuse et de la Corrèze à l’académie de Clermont-Ferrand.
En 1965, les services du rectorat de l'académie de Limoges, alors composés d'une vingtaine de personnes, étaient situés dans un bâtiment annexe de la préfecture, rue Daniel Lamazière, à Limoges. Puis, à partir de 1966, ils ont occupé des locaux provisoires en préfabriqué rue de la Règle, à proximité de la cathédrale. Enfin, en 1984, débute la construction du bâtiment actuel de la rue François Chénieux dans lequel les services se sont installés en janvier 1986.

## Administration
Carole Drucker-Godard a été nommée rectrice de l'académie de Limoges, chancelier des universités, en Conseil des ministres le 25 novembre 2020. Elle succède à Anne Laude.
Le recteur de l'académie de Limoges est également le chancelier de l'université de Limoges.

### Liste des recteurs
| Période           | Période          | Identité                  | Fonction précédente                                                 | Observation |
| ----------------- | ---------------- | ------------------------- | ------------------------------------------------------------------- | --- |
| 10 juillet 1965   | 1er février 1967 | Claude Chalin             | Professeur à la faculté des sciences de l’université de Montpellier | Nommé recteur d'académie adjoint au recteur de l'académie de Paris                                             |
| 1967              | 1968             | Pierre Moisy              |                                                                     | |
| 1967              | 1968             | Jean Sirinelli            |                                                                     | |
| 1968              | 1971             | Pierre Delorme            |                                                                     | |
| 1971              | 1973             | Pierre Albarède           |                                                                     | |
| 1973              | 1978             | Yves Saudray              |                                                                     | |
| 1979              | 1981             | Denis Quivy               |                                                                     | |
| 1981              | 1984             | André Legrand             |                                                                     | |
| 1984              | 1985             | Bernard Bach              |                                                                     | |
| 1985              | 1986             | Claude Lambert            |                                                                     | |
| 1986              | 1988             | Armel Pécheul             |                                                                     | |
| 1988              | 1991             | Claude Lombois            |                                                                     | |
| 1991              | 1993             | Guy Pouzard               |                                                                     | |
| 1993              | 1996             | Hervé-Dominique Béchade   |                                                                     | |
| 1996              | 1997             | Bernard Elkaïm            |                                                                     | |
| 1997              | 2000             | Nicole Belloubet-Frier    |                                                                     | |
| 2000              | 2005             | Liliane Kerjan            |                                                                     | |
| 2005              | 2007             | Patrick Hetzel            |                                                                     | |
| 2007              | 2008             | Anne Sancier-Château      |                                                                     | |
| 2008              | 2010             | Martine Daoust            |                                                                     | |
| 2010              | 2012             | Jean Bertsch              |                                                                     | |
| 2012              | 2015             | Luc Johann                |                                                                     | |
| 2015              | 2017             | Pierre-Yves Duwoye        |                                                                     | |
| 2017              | 2018             | Daniel Auverlot           |                                                                     | |
| 2018              | 2019             | Christine Gavini-Chevet   |                                                                     | |
| 1er avril 2019    | 25 novembre 2020 | Anne Laude (d)            | Doyenne de la faculté de droit de l'université Paris-Descartes      | Nommée conseillère éducation, enseignement supérieur, recherche et innovation à la présidence de la République |
| 25 novembre 2020  | 1er octobre 2024 | Carole Drucker-Godard (d) | Professeur des Universités à l'Université Paris Nanterre            | Nommée directrice du cabinet de la ministre de l'éducation nationale                                           |
| 27 novembre 2024, | En cours         | Valérie Baglin-Le Goff    | Directrice de l’Académie de Paris                                   | |

Liste complète : ici

### Les directions des services départementaux de l'Éducation nationale (DSDEN)
L'académie recouvre le territoire de l'ancienne région Limousin et regroupe ainsi trois départements et autant de directions des services départementaux de l'Éducation nationale (DSDEN) dirigées par un inspecteur d'académie, directeur académique des services de l’Éducation nationale (IA-DASEN). Depuis le 1er février 2012, le terme de direction des services départementaux de l'Éducation nationale (DSDEN) remplace celui d'Inspection académique

### Circonscriptions
Chaque direction des services départementaux de l'Éducation nationale est divisée en circonscriptions
La DSDEN de la Corrèze est découpée en cinq circonscriptions :
- Brive rural
- Brive urbain
- Tulle Dordogne
- Tulle Vézère - ASH
- Ussel Haute-Corrèze

La DSDEN de la Creuse est partagée en trois circonscriptions :
- Aubusson
- Guéret 1
- Guéret 2 et ASH

La DSDEN de la Haute-Vienne est subdivisée en sept circonscriptions :
- Haute-Vienne 1
- Haute-Vienne 2
- Haute-Vienne 3
- Haute-Vienne 4
- Haute-Vienne 5
- Haute-Vienne 6
- Haute-Vienne ASH

## Chiffres clés

### Baccalauréat 2018
Dans l'Académie de Limoges il y a 6 964 candidats au baccalauréat. 295 candidats en situation de handicap bénéficient d’aménagement d’épreuves. 120 candidats individuels toute séries confondus. 46 centres d'examens.
| Séries générales        | 3 742 (54 %) |
| Séries technologiques   | 1 377 (20 %) |
| Séries professionnelles | 1 845 (26 %) |

| Corrèze      | 2 517 (36 %) |
| Creuse       | 806 (12 %)   |
| Haute-Vienne | 3 641 (52 %) |

#### Séries générales
|              | Séries générales | Séries générales | Séries générales | Total |
| ES           | L                | S                |                  | Total |
| ------------ | ---------------- | ---------------- | ---------------- | ----- |
| Corrèze      | 406              | 250              | 659              | 1 315 |
| Creuse       | 147              | 80               | 184              | 411   |
| Haute-Vienne | 609              | 335              | 1 075            | 2 016 |
| Académie     | 1 162            | 665              | 1 915            | 3 742 |

Le candidat le plus jeune à l'âge de 15 ans. Le candidat le plus âgé à l'âge de 68 ans. Tous deux inscrits dans le département de la Corrèze.

#### Séries technologique
|              | Séries technologique | Séries technologique | Séries technologique | Séries technologique | Séries technologique | Séries technologique | Total |
| STRH         | ST2S                 | STD2A                | STI2D                | STL                  | STMG                 |                      | Total |
| ------------ | -------------------- | -------------------- | -------------------- | -------------------- | -------------------- | -------------------- | ----- |
| Corrèze      |                      | 122                  |                      | 128                  | 25                   | 179                  | 454   |
| Creuse       | 59                   | 34                   | 34                   | 27                   | 66                   | 220                  |       |
| Haute-Vienne | 21                   | 134                  |                      | 163                  | 93                   | 292                  | 703   |
| Académie     | 21                   | 315                  | 34                   | 325                  | 145                  | 537                  | 1 377 |

La candidate le plus jeune à l'âge de 16 ans, inscrite dans le département de la Creuse. La candidate la plus âgée à l'âge de 68 ans, inscrite dans le département de la Corrèze

#### Séries professionnelles
|              | Séries professionnelles |
| Total        |                         |
| ------------ | ----------------------- |
| Corrèze      | 748                     |
| Creuse       | 175                     |
| Haute-Vienne | 922                     |
| Académie     | 1 845                   |

Le candidat le plus jeune à l'âge de 17 ans, inscrit dans le département de la Haute-Vienne. Le candidat le plus âgé à l'âge de 59 ans, inscrit dans le département de la Corrèze

## Identité visuelle

Ancien logo.
Logo actuel.